# Quintus Marius
Quintus Marius war ein antiker römischer Toreut (Metallbildner), der im ersten Viertel des 1. Jahrhunderts in Italien tätig war.
Quintus Marius ist heute nur noch aufgrund eines Signaturstempels auf einer Bronzekasserolle bekannt. Diese wurde in Ubbergen in den Niederlanden gefunden. Heute befindet sich das Stück im Museum Kam in Nijmegen.

## Einzelbelege
1. ↑  Inventarnummer 8.1964.1; Richard Petrovszky: Studien zu römischen Bronzegefäßen mit Meisterstempeln. Leidorf, Buch am Erlbach 1993, S. 268, Nr. M.01.01.

| Personendaten    | Personendaten                              |
| ---------------- | ------------------------------------------ |
| NAME             | Marius, Quintus                            |
| KURZBESCHREIBUNG | antiker römischer Toreut                   |
| GEBURTSDATUM     | 1. Jahrhundert v. Chr. oder 1. Jahrhundert |
| STERBEDATUM      | 1. Jahrhundert oder 2. Jahrhundert         |